# Natação artística no Campeonato Mundial de Esportes Aquáticos de 2023 - Rotina livre equipes

A competição de natação artística na categoria rotina livre equipes no Campeonato Mundial de Esportes Aquáticos de 2023 fora realizada nos dias 19 e 21 de julho de 2023 na Marine Messe Fukuoka em Fukuoka, no Japão. Ao todo, 180 atletas em equipes com 8 atletas e de 20 Comitês Olímpicos Nacionais estavam previstos para participarem do evento.

## Cronograma
Todos os horários estão na Hora Legal Japonesa (UTC+09).
| Data        | Hora  | Evento        |
| ----------- | ----- | ------------- |
| 19 de julho | 10:00 | Eliminatórias |
| 21 de julho | 19:30 | Final         |

## Formato da competição
A competição consiste em duas rodadas: preliminar e final. As 12 melhores equipes avançam até a final e aquela com a melhor pontuação garante a medalha de ouro. 

## Medalhistas
| Ouro | Prata | Bronze |
| China · Chang Hao · Feng Yu · Wang Ciyue · Wang Liuyi · Wang Qianyi · Xiang Binxuan · Xiao Yanning · Zhang Yayi | Japão · Moe Higa · Moeka Kijima · Uta Kobayashi · Ayano Shimada · Ami Wada · Akane Yanagisawa · Mashiro Yasunaga · Megumu Yoshida | Ucrânia · Maryna Aleksiiva · Vladyslava Aleksiiva · Marta Fiedina · Veronika Hryshko · Daria Moshynska · Anhelina Ovchynnikova · Anastasiia Shmonina · Valeriya Tyshchenko |

## Resultados
| Pos.              | CON            | Eliminatória | Eliminatória | Final         | Final         |
| Pos.              | CON            | Pontos       | Pos.         | Pontos        | Pos.          |
| ----------------- | -------------- | ------------ | ------------ | ------------- | ------------- |
| Medalha de ouro   | China          | 322.2731     | 1            | 329.1687      | 1             |
| Medalha de prata  | Japão          | 293.4522     | 3            | 317.8085      | 2             |
| Medalha de bronze | Ucrânia        | 275.7209     | 4            | 256.2415      | 3             |
| 4                 | Espanha        | 294.9313     | 2            | 249.6521      | 4             |
| 5                 | Israel         | 251.9394     | 6            | 247.7290      | 5             |
| 6                 | Itália         | 233.1010     | 7            | 244.1174      | 6             |
| 7                 | Grécia         | 221.8460     | 9            | 232.6396      | 7             |
| 8                 | Austrália      | 191.7478     | 11           | 221.6416      | 8             |
| 9                 | Estados Unidos | 251.9500     | 5            | 218.6605      | 9             |
| 10                | Reino Unido    | 225.5188     | 8            | 217.1897      | 10            |
| 11                | Cazaquistão    | 189.2292     | 12           | 185.0375      | 11            |
| 12                | Egito          | 194.4771     | 10           | 179.6291      | 12            |
| 13                | Eslováquia     | 188.0291     | 13           | Não avançaram | Não avançaram |
| 14                | Chile          | 182.3626     | 14           | Não avançaram | Não avançaram |
| 15                | Alemanha       | 181.0417     | 15           | Não avançaram | Não avançaram |
| 16                | Tailândia      | 159.0417     | 16           | Não avançaram | Não avançaram |
| 17                | Nova Zelândia  | 150.0363     | 17           | Não avançaram | Não avançaram |
| 18                | Costa Rica     | 134.3000     | 18           | Não avançaram | Não avançaram |
| 19                | Macau          | 128.5917     | 19           | Não avançaram | Não avançaram |
| 20                | Singapura      | Não iniciou  | Não iniciou  | Não avançaram | Não avançaram |